# Royal Rally of Scandinavia
El Royal Rally of Scandinavia, oficialmente BAUHAUS Royal Rally of Scandinavia, también conocido en español como Rally de Escandinavia es una prueba de rally que se disputa en Karlstad, Suecia desde 2023 como parte del Campeonato de Europa de Rally. Tiene su base en la ciudad de Karlstad, en la Provincia de Värmland y se desarrolla en verano, reeditando a las antiguas ediciones del Rally de Suecia que se realizaban en la zona de Värmland en verano.

## Palmarés
| Año  | Edición                               | Piloto            | Copiloto          | Vehículo               | Series |
| ---- | ------------------------------------- | ----------------- | ----------------- | ---------------------- | ------ |
| 2023 | 1. BAUHAUS Royal Rally of Scandinavia | Oliver Solberg    | Elliott Edmondson | Volkswagen Polo GTI R5 | ERC    |
| 2024 | 2. BAUHAUS Royal Rally of Scandinavia | Oliver Solberg    | Elliott Edmondson | Škoda Fabia RS Rally2  | ERC    |
| 2025 | 3. BAUHAUS Royal Rally of Scandinavia | Eyvind Brynildsen | Jørn Listerud     | Toyota GR Yaris Rally2 | ERC    |